# E502号線
E502号線 (E502ごうせん、英: European route E502) はフランスにあり、ル・マン – トゥールを結ぶ、欧州自動車道路のBクラス幹線道路。
- フランス
  - E50号線,E402号線,E501号線 – ル・マン
  - E05号線,E60号線,E604号線 – トゥール